# Uromyias
Uromyias – rodzaj ptaków z rodziny tyrankowatych (Tyrannidae).

## Występowanie
Rodzaj obejmuje gatunki występujące w Ameryce Południowej.

## Morfologia
Długość ciała 12–12,5 cm, masa ciała około 10 g.

## Systematyka

### Nazewnictwo
Nazwa rodzajowa jest połączeniem słów ουρα oura oznaczającego w języku greckim „ogon” oraz myias oznaczającego w łacinie „muchołówkę”.

### Podział systematyczny
Rodzaj przywrócono ponownie na podstawie ostatnich badań molekularnych. Gatunkiem typowym jest Euscarthmus agilis (= Uromyias agilis). Do rodzaju należą następujące gatunki:
- Uromyias agilis (P.L. Sclater, 1856) – czuprynek kreskowany
- Uromyias agraphia (Chapman, 1919) – czuprynek brązowoskrzydły